# International Mobile Equipment Identity

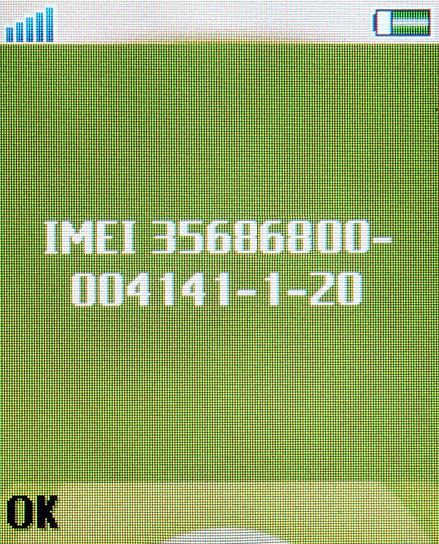
Nr IMEI na wyświetlaczu telefonu komórkowego (17 cyfr, hybryda IMEI/IMEISV?; 2005)

International Mobile Equipment Identity (IMEI) – indywidualny numer identyfikacyjny telefonu komórkowego GSM lub UMTS. Można wyświetlić go w każdym telefonie po wybraniu sekwencji *#06#.

## Zastosowanie
Numer IMEI jest używany przez sieć GSM, aby zidentyfikować konkretne urządzenia, zatem może być używany do zablokowania skradzionych telefonów. Na przykład jeśli telefon został skradziony, właściciel może wziąć z Policji pisemne zaświadczenie o zgłoszeniu kradzieży telefonu (z podanym numerem IMEI, podpisem policjanta i pieczątką), udać się do swojego operatora sieci i zlecić zablokowanie telefonu. Taką sprawę można załatwić w Polsce tylko osobiście. Blokada IMEI sprawia, że telefon jest bezużyteczny, niezależnie od tego czy karta SIM zostanie zmieniona, chyba że numer IMEI zostanie zmodyfikowany w telefonie.
W przeciwieństwie do numerów ESN lub MEID w CDMA i innych systemach bezprzewodowych sieci, IMEI jest używany tylko do identyfikacji urządzeń i ma nietrwały lub częściowo trwały kontakt z abonentem. Natomiast abonent jest zidentyfikowany przez transmisję numeru IMSI, który znajduje się na karcie SIM, który może być (w teorii) przeniesiony do każdego mikrotelefonu. Jednak wiele funkcji sieciowych i zabezpieczeń działa dzięki rozpoznawaniu urządzenia używanego przez abonenta.

## Składnia numeru IMEI do 2003
Składnia (15 cyfr): NNXXXX YY ZZZZZZ A
- TAC (Type Approval Code) – 6 cyfr (NNXXXX) – kod homologacji[potrzebny przypis]
  - NN – Reporting Body Identifier(inne języki)
  - XXXX – „ME Type Identifier”
- FAC (Final Assembly Code) – 2 cyfry (YY) – kod montażu[3]:
  - 01,02 – AEG
  - 06 – LG
  - 07,40 – Motorola
  - 10,20 – Nokia
  - 30 – Sony Ericsson
  - 40,41,44 – Siemens
  - 50 – Bosch
  - 51 – Sony, Siemens, Ericsson
  - 60 – Alcatel
  - 61 – Ericsson
  - 65 – AEG
  - 70 – Sagem
  - 75 – Dancall
  - 80 – Philips
  - 85 – Panasonic
  - 86 – Huawei
- SNR (Serial Number) – 6 cyfr (ZZZZZZ) – numer seryjny
- SD/CD (Spare/Check Digit – 1 cyfra (A) – 0 (SP) lub suma kontrolna (CD), obliczana za pomocą algorytmu Luhna[4][5].

## Składnia numeru IMEI od 2003
Składnia (15 cyfr): NNXXXX YY ZZZZZZ A
- TAC (Type Allocation Code) – 8 cyfr (NNXXXX YY)
  - NN – Reporting Body Identifier(inne języki)[7]
  - XXXX YY – „ME Type Identifier”
- SNR – 6 cyfr (ZZZZZZ)
- CD – 1 cyfra (A)